# Arremon aurantiirostris
Arremon aurantiirostris là một loài chim trong họ Emberizidae.

## Hình ảnh

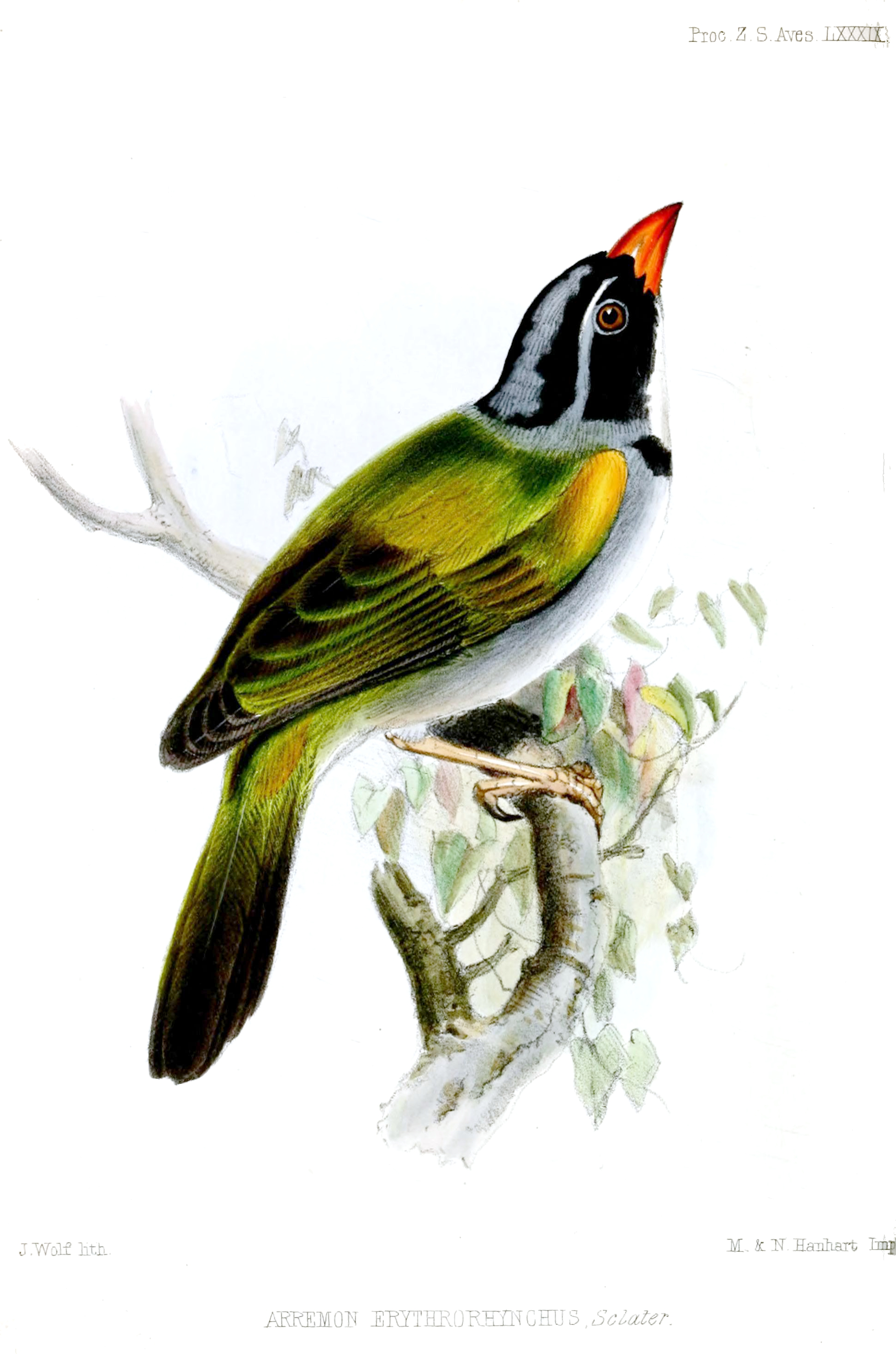
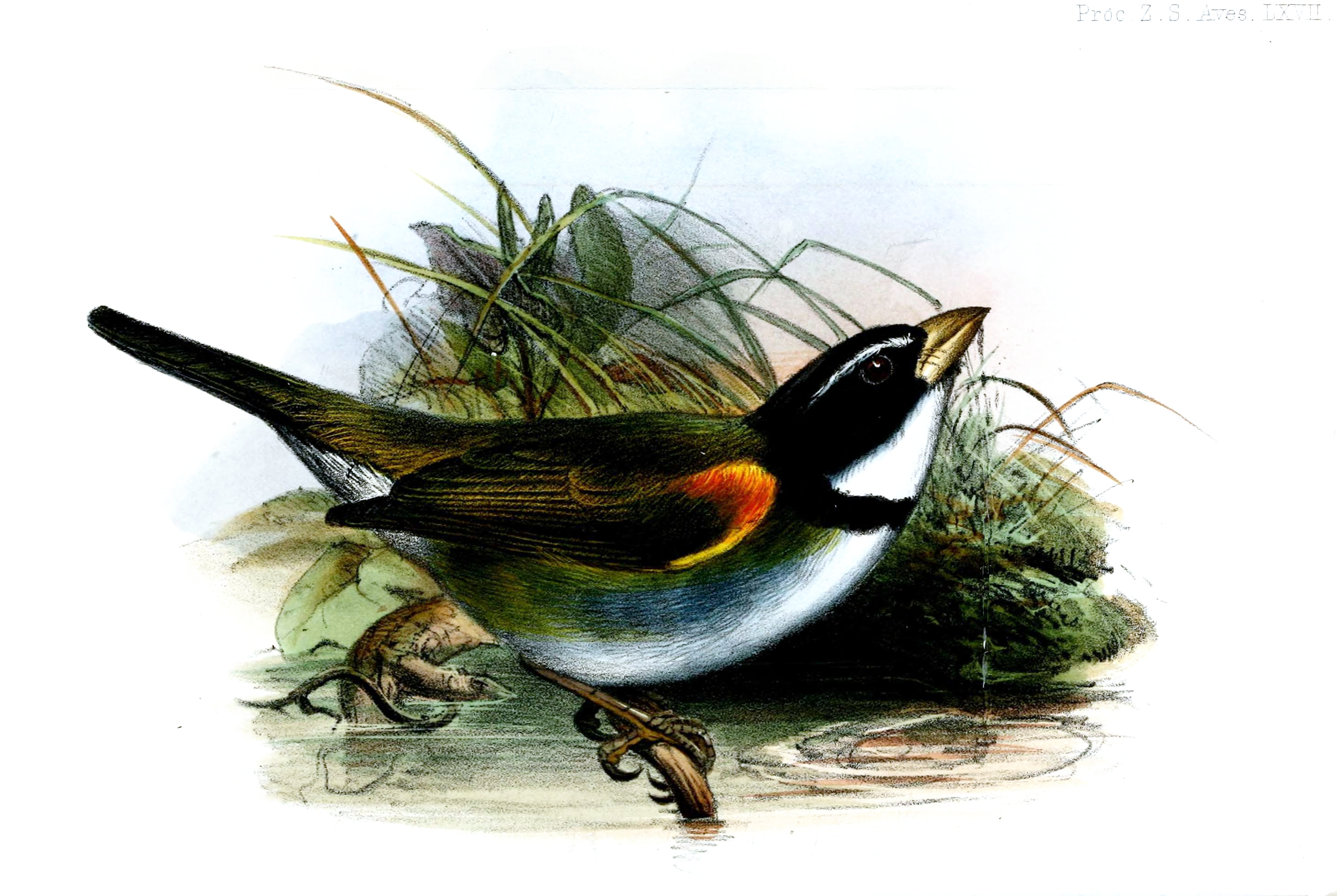